# ながさき県民の森
ながさき県民の森（ながさきけんみんのもり、英語: Nagasaki Prefectural Forest Park）は、日本の長崎県長崎市と西海市にまたがって位置している県民の森である。

## 概要
1968年（昭和43年）明治100周年を記念して長崎県によって設置された。2018年（平成30年）に開園50周年を迎える。
現在は指定管理者制度に基づき、一般社団法人長崎県林業コンサルタントが管理・運営を行っている。
ながさき県民の森は長崎市神浦北大中尾町、同市琴海戸根町、西海市大瀬戸町雪浦久良木郷にまたがっている。
2024年（令和6年）3月30日にリニューアルオープンし、利用者のアンケートをもとに木製遊具24点の新設、トイレの洋式化、授乳室の設置などが行われることになった。

## 施設
- キャンプ場
- 長崎森の交流館
- 森林館
- アスレチック
- 展望台

## 利用情報
- 営業時間 - 9:00から17:00まで。夏休み期間中は9:00から18:30まで。
- 休園日 - 年末年始（12月29日から1月3日まで）

## アクセス
最寄りの幹線道路
- 長崎県道229号扇山公園線
- 長崎県道204号奥ノ平時津線
- 長崎県道57号神ノ浦港長浦線

## 関連事項
- 県民の森